# Dermanak
Dermanak (persiska: دُرمُنَك, دَرمَنك, درمنك) är en ort i Iran.   Den ligger i provinsen Markazi, i den centrala delen av landet, 190 km sydväst om huvudstaden Teheran. Dermanak ligger 1 972 meter över havet och antalet invånare är 173.
Terrängen runt Dermanak är platt åt sydväst, men åt nordost är den kuperad.Runt Dermanak är det glesbefolkat, med 20 invånare per kvadratkilometer. Närmaste större samhälle är Farmahīn, 13,1 km sydväst om Dermanak. Trakten runt Dermanak består i huvudsak av gräsmarker.